# Leonardo Andervolti
Leonardo Andervolti (né à Spilimbergo en 1805 et mort dans la même ville en 1867) est un patriote italien.

## Biographie
Connu dans le Frioul-Vénétie Julienne, Leonardo Andervolti occupe un rôle important dans le Risorgimento. Après avoir fréquenté les écoles de Portogruaro, il fréquente l'Académie des beaux-arts de Venise. Il tient un rôle important dans la défense d'Osoppo et de Venise contre les Autrichiens en 1848 durant la première guerre d'indépendance italienne. Il est également connu pour son traité Benemeriti Campioni dell'Indipendenza Italiana, un hommage à la figure mythique d'Enrico Ulissi.

## Sources
- (it) Cet article est partiellement ou en totalité issu de l’article de Wikipédia en italien intitulé « Leonardo Andervolti » (voir la liste des auteurs).